# جوانا مایلز
جوانا مایلز (انگلیسی: Joanna Miles؛ زادهٔ ۶ مارس ۱۹۴۰) یک هنرپیشه اهل ایالات متحده آمریکا است.
از فیلم‌ها یا برنامه‌های تلویزیونی که وی در آن نقش داشته است می‌توان به آخرین مبارز، قاضی درد و سکس و صبحانه اشاره کرد.